# Seekartennull
Das Seekartennull (Abk. SKN; engl. Chart Datum) oder kurz Kartennull ist eine Bezugsfläche für Wassertiefen in der Seefahrt. Angaben zu Wassertiefen in Seekarten und Gezeitentafeln beziehen sich darauf. Jeder Karte ist ein bestimmtes Seekartennull zugeordnet. Bei Gezeitengewässern wird angestrebt, das tiefste vorkommende Niedrigwasser – das extreme Springniedrigwasser – als Seekartennull festzulegen. Dadurch werden bei den Tiefenangaben auch in Gezeiten-Revieren immer Mindestwassertiefen angezeigt.

## Seekartennull, Normalnull, Küstenlinie

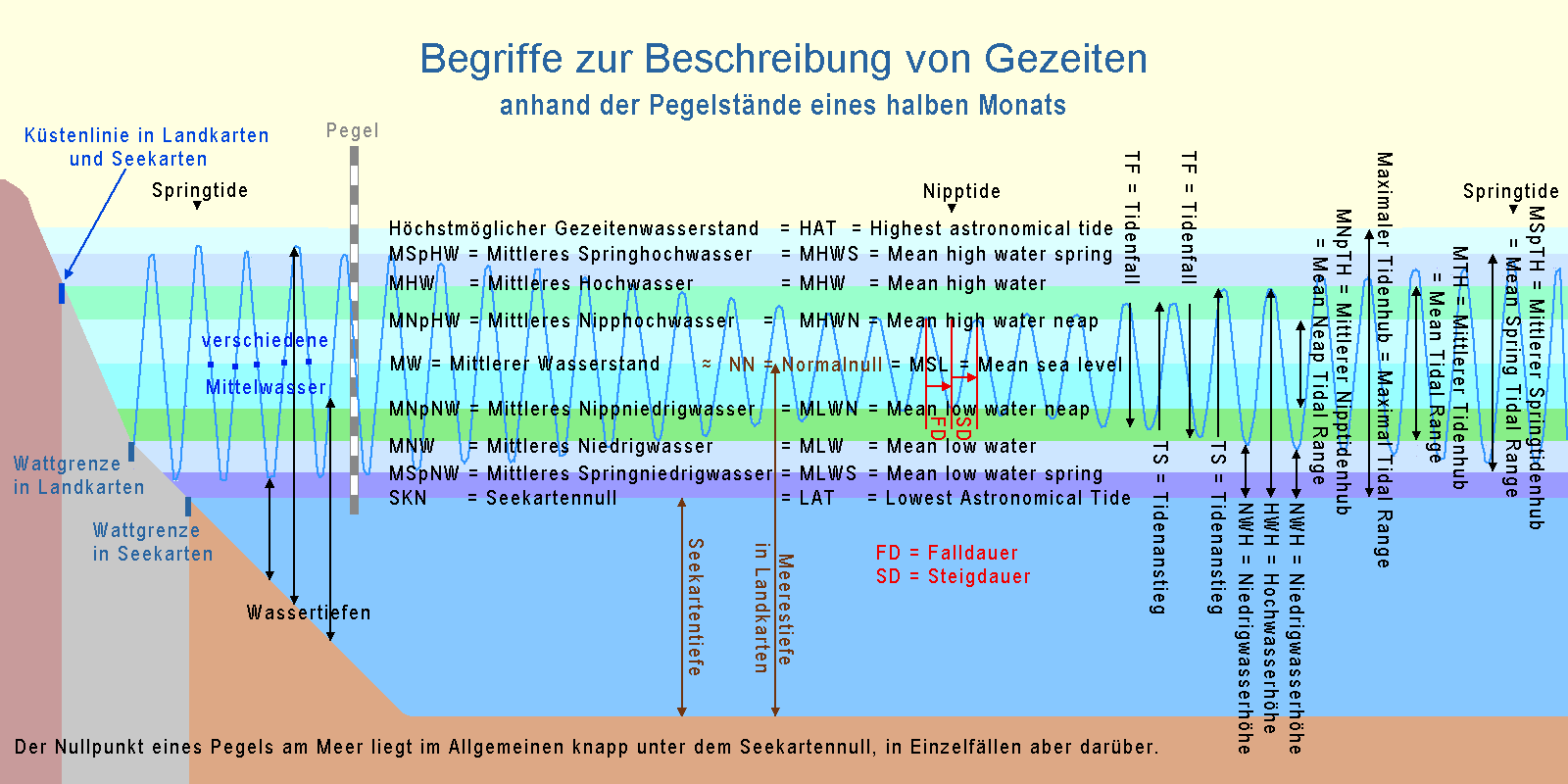
Gezeitenbegriffe

Seekartennull darf nicht verwechselt werden mit Normalhöhennull (NHN), das für Landkarten verwendet wird.
Da das Seekartennull als tiefstes Gezeitenniveau (Lowest Astronomical Tide (LAT), s. u.) vom Tidenhub bestimmt wird, ist seine Differenz zum Normalnull von Ort zu Ort verschieden. Diese Differenz beträgt etwa die Hälfte des jeweiligen Maximalen Tidenhubs (Maximal Tidal Range).
Da das Seekartennull tiefer liegt als das mittlere Niedrigwasser (MNW, international MLW = Mean Low Water), kann die Null-Höhenlinie in Seekarten von der Wattgrenze in anderen Karten in der Weise abweichen, dass in der Seekarte die Wattflächen größer sind.
In See- wie in Landkarten ist die Küstenlinie beim mittleren (Tiden-)Hochwasser (MHW) eingezeichnet, liegt also etwa um den halben Mittleren Tidenhub (Mean Tidal Range) über Normalnull und entsprechend weiter landwärts, aber unterhalb bzw. seewärts der Wasserkante bei maximalem Tidenhochwasser (HAT = Highest Astronomical Tide). Die Höhenangaben im Watt, in (deutschen) Seekarten von den Wassertiefen in den Fahrwassern durch Unterstreichung der Stelle vor dem Komma unterschieden, reichen dadurch bis zu Werten, die dem Durchschnitt aus dem maximalen und dem mittleren Tidenhub entsprechen.

## Springniedrigwasser

MSpNW und LAT

Traditionell wird als Kartennull das mittlere Springniedrigwasser (MSpNW) (engl.:Mean Lower Low Water, MLLW) definiert – jener besonders niedrige Wasserstand, den das Ablaufen der Ebbe bei Voll- oder Neumond hinterlässt. Es liegt also annähernd um den halben Tidenhub unter dem mittleren Meeresspiegel, dem Geoid. Das MSpNW unterscheidet sich damit vom Höhenbezug der Landesvermessung um Beträge, die mehrere Meter übersteigen können.
Für die in Seekarten angegebenen Meerestiefen bzw. Tiefenlinien hat diese Festlegung gegenüber dem Normalhöhennull (resp. Meter über Adria oder anderen Pegeln) einen wesentlichen Vorteil: die Karte gibt die Mindestwassertiefe an, also jene Wassertiefe, die auch bei besonders niedrigem Niedrigwasser noch verbleibt.

Nachteilig an der Gleichsetzung SKN = MSpNW ist, dass sich der Höhenbezug von Staat zu Staat unterscheidet, wenn die Gezeiten unterschiedlich hoch sind. Es ist jedoch bei der Herausgabe der Seekarten üblich, dass von ausländischen Gewässern die dort geltenden Originaldaten übernommen werden, so dass eigene und fremde Karten für das gleiche Gebiet auch gleiche Tiefen angeben.

## Lowest Astronomical Tide
In Deutschland und den Nordsee-Staaten ist das Seekartennull seit 2005 als örtlich „niedrigst möglicher Gezeitenwasserstand“ bzw. „Lowest Astronomical Tide (LAT)“ definiert. LAT liegt noch etwas tiefer als MSpNW und wird auch von extremen Springtiden kaum noch unterschritten, sodass die Tiefenangaben in den Seekarten zu größerer Sicherheit für die Schifffahrt führen. Ferner schließt das neue Seekartennull negative Werte in den Gezeitentafeln aus.
Seine Abweichung vom Geoid ist allerdings vom örtlich variablen, maximalen Tidenhub abhängig, sodass Seekartennull keine generelle Niveaufläche darstellt. An der deutschen Nordseeküste ist es um gut einen halben Tidenhub niedriger als Normalhöhennull (NHN), was z. B. in Cuxhaven 2,1 m ausmacht. An der Küste der Ostsee stimmen Normalhöhennull und Seekartennull überein.
Früher war das Seekartennull auch in der deutschen Nordsee als das örtliche mittlere Springniedrigwasser (MSpNW) definiert. Seit 2005 werden in allen Nordsee-Anrainerstaaten die Seekarten auf ein einheitlich definiertes Seekartennull, das LAT, umgestellt, das als örtlich astronomisch niedrigst möglicher Gezeitenwasserstand berechnet wird. LAT liegt in Deutschland abhängig vom Ort 0,3 bis 0,6 m unter dem bisherigen SKN (MSpNW).
Eingeführt wurde LAT als neues SKN zur Vereinheitlichung der Tiefenangaben in weltweiten elektronischen Seekarten (ECDIS), zuerst in der Nordsee durch die „Nordseehydrografische Konferenz“. Diese Idee wurde von der IHO übernommen und als weltweite Empfehlung für alle Mitgliedsstaaten ausgesprochen. Alle Gewässer mit einem Tidenhub größer als 30 cm sollen ihr Seekartennull auf LAT beziehen. Für Gewässer mit einem Tidenhub kleiner als 30 cm gilt der Mittlere Wasserstand als SKN.

## Mittlerer Wasserstand
Für Küstengewässer ohne Tideneinfluss (Tidenhub geringer als 30 cm) gilt der Mittlere Wasserstand (MW) als Seekartennull. Darunter versteht man das arithmetische Mittel aller Wasserstände über einen gemittelten Zeitraum (in Deutschland 19 Jahre).
Auch für Seekarten der Ostsee, eines nahezu gezeitenfreien Gewässers, wird in der Regel der mittlere Wasserstand als Seekartennull gewählt. Eine Umstellung auf LAT ist nicht vorgesehen.

## SKN in Flüssen
In Flussmündungen und dem unteren Verlauf von Binnenwasserstraßen wird SKN als waagerechte Bezugsfläche festgelegt. Diese bezieht sich je nach Staat auf unterschiedliche Bezugswerte. In Deutschland wird für Binnenwasserstraßen an der Nordseeküste LAT verwendet, für solche an der Ostseeküste MW.

## SKN in Europa
Es gibt keine internationale oder europäische Behörde, die das Seekartennull festlegt. Seit 1993 empfiehlt die IMO die weltweite Einführung von LAT. Die „Tidal Working Group“ erarbeitet Vorschläge an die Mitgliedsstaaten mit dem Ziel einer Vereinheitlichung zur Vereinfachung der Anwendung in elektronischen Seekarten (ECDIS). Die Tabelle gibt den Stand der Information und Abweichungen wieder, die das deutsche BSH gesammelt hat.
| Land                  | SKN   | LAT seit | Δ zu LAT | früher, Δ zu LAT        | Δ zu WGS 84 |
| --------------------- | ----- | -------- | -------- | ----------------------- | ----------- |
| Deutschland Nordsee   | LAT   | 2005     | —        | MSpNW, 10 bis 55 cm     |             |
| Deutschland Ostsee    | MW    |          |          |                         |             |
| Großbritannien        | LAT   |          | —        |                         |             |
| Frankreich Atlantik   | LAT   |          | —        |                         |             |
| Frankreich Mittelmeer |       |          |          |                         |             |
| Belgien               | LAT   |          |          | MLstLWS, +10 bis +25 cm |             |
| Niederlande           | LAT   |          | —        | GLLWS                   |             |
| Dänemark West         | LAT   |          | —        | MSpNW                   |             |
| Dänemark Ost          | MW    |          |          | MLWS                    |             |
| Norwegen Nord, Mitte  | LAT   |          | —        | NGzW                    |             |
| Norwegen Süd          | LAT   |          | —        | ESLW, −20 bis −30 cm    |             |
| Schweden              | MW    |          | ---      | MW                      |             |
| Spanien Atlantik      | LAT   |          | —        |                         |             |
| Spanien Mittelmeer    |       |          |          |                         |             |
| Portugal              | LAT   |          | —        | 0 bis −20 cm            |             |
| Italien               |       |          |          | LLWS                    |             |
| Kroatien              | LLWS  |          |          |                         |             |
| Griechenland          | MSpNW |          |          |                         |             |
| Polen                 |       |          |          |                         |             |
| Russland              | NNW   |          |          |                         |             |
| Estland               |       |          |          |                         |             |
| Lettland              |       |          |          |                         |             |
| Litauen               |       |          |          |                         |             |
| Finnland              |       |          |          |                         |             |

Vor 2005 hatte jedes Land ein anderes SKN

Vor 2005 hatten die meisten europäischen Staaten voneinander abweichende Definitionen für das Seekartennull. Inzwischen verwenden alle Nordseeanrainer-Staaten einheitlich LAT als Seekartennull. Für Deutschland dauerte die komplette Umsetzung in alle Seekarten bis 2012. Im Ostseeraum ist geplant, auf Baltic Sea Chart Datum (BSCD) 2000 umzustellen. BSCD 2000 basiert auf dem Amsterdamer Pegel, der in Deutschland als Normalhöhennull umgesetzt ist. Schweden plant, die Umstellung bis 2020 abzuschließen.

## SKN in anderen Kontinenten
| Land  | SKN        | Abweichung von LAT | Abweichung von WGS 84 |
| ----- | ---------- | ------------------ | --------------------- |
| USA   | MSpNW MLLW |                    |                       |
| Japan | ~LLW       |                    |                       |